# ときわ書房
有限会社ときわ書房（ときわしょぼう）は、千葉県船橋市を本拠地とする日本の書店チェーン。鈴木喜重が1965年（昭和40年）に設立した。社名の「ときわ」は、「常磐」ではなく屋号「都喜和」（都に和して喜ぶ）に由来する。

## 概要
千葉県内に店舗を構え、書籍のほかに、ビデオ・CD・DVDレンタル、CD・DVDの販売、文具・雑貨の販売等を行っている。
各店舗では、コミックやアニメのフェアも行われており、例を挙げると、2005年3月には聖蹟桜ヶ丘店(2008年に閉店)でエマのコスプレを女性店員が行っていた。また、2007年3月には本八幡店にて、永尾まるのミニ原画展が開催された。
なお、船橋駅南口にある本店には、書評家の茶木則雄、『本の雑誌』でレギュラー寄稿者（現在「ミステリー春夏冬中(あきないちゅう)」連載）の宇田川拓也が在籍勤務している。
2023年5月、志津ステーションビル店の日野剛広が『本屋なんか好きじゃなかった』を十七時退勤社より出版し好評を得る。

## 店舗
2023年9月現在、船橋駅前本店、イトーヨーカドー船橋店、新松戸店、志津ステーションビル店（佐倉市）、本八幡スクエア店（市川市）、ニューコースト新浦安店、の6店が営業。
ほかに、日本大学生産工学部の指定販売店として「ときわ書房　日工堂」（習志野市）がある。